# Pepe Ocio
Pepe Ocio (Madrid, España, 24 de diciembre de 1976) es un actor de teatro, cine y TV. 
Se dio a conocer hace unos años con su papel de Don Miguel Ángel en la película sobre el Opus Dei Camino de Javier Fesser, galardonada con 6 premios Goya en el año 2009 y por la que fue nominado como mejor actor de reparto en los premios de la Unión de Actores.

## Biografía
Nacido y criado en Madrid, se licenció en Odontología en la Universidad Complutense de Madrid. 
Al terminar dicha carrera, comenzó sus estudios de interpretación en el Estudio de Juan Carlos Corazza.
Inició su carrera a través del cine de la mano de Javier Fesser con su película Camino, y siguió con directores como Víctor García León, con quién trabajó en Selfie o José Luis Cuerda, con el que también pudo trabajar en su última película Tiempo Después.
En televisión ha estado en éxitos como Alta mar para Netflix o Vota Juan .
Y protagonizando montajes teatrales como Lluvia Constante, Cuando deje de llover o Smoking Room, por la que obtuvo su segunda nominación a los premios de la Unión de Actores.
En el 2022 se alzó con la biznaga de plata a la mejor interpretación masculina en la XXV edición del Festival de cine de Málaga por su papel en la película "Lugares a los que nunca hemos ido".

## Filmografía
- Lugares a los que nunca hemos ido de Roberto Pérez Toledo
- El Cover (2021) de Secun de la Rosa
- Isaac (2019) de David Matamoros y Ángeles Hernández
- Tiempo Después (2018) de José Luis Cuerda
- El reino (2018) de Rodrigo Sorogoyen
- Selfie (2017) de Víctor García León
- Como la espuma (2017) de Roberto Pérez Toledo
- La vida que nos espera (2017) de Martín Costa
- Ignacio de Loyola (2016) de Paolo Dy y Cathy Azanza
- Yo Presidenta (cortometraje, 2015) de Arantxa Echevarría
- El regreso de Elías Urquijo (2013) de Roque Madrid
- Camino (2008) de Javier Fesser
- La Bolita (cortometraje de Arturo Artal y Juan Carrascal, 2008)
- Manolete (2008) de Menno Meyjes
- La caja Kovak (2006) de Daniel Monzón
- La noche del hermano (2005) de Santiago García de Leániz

## Televisión
| Año             | Título                       | Personaje                | Cadena                 | Episodios    |
| --------------- | ---------------------------- | ------------------------ | ---------------------- | ------------ |
| 2007            | Camera Café                  | Cobrador de Frac         | Telecinco              | 1 episodio   |
| 2009            | Hermanos y detectives        | Abogado                  | Telecinco              | 1 episodio   |
| 2010            | Adolfo Suárez, el presidente | Joaquín Garrigues Walker | Antena 3               | 2 episodios  |
| 2011            | Crematorio                   | Comprador del piso       | Canal+ 1               | 1 episodio   |
| 2011            | 14 de abril. La República    | Don Luis Cobo            | La 1                   | 2 episodios  |
| 2011            | Amar en tiempos revueltos    | Arsenio Cruz             | La 1                   | 12 episodios |
| 2013            | Gran Hotel                   | Abogado Familia Velledur | Antena 3               | 1 episodio   |
| 2015            | Sin identidad                | Notario Gómez Abboy      | Antena 3               | 1 episodio   |
| 2015            | Seis hermanas                | Emilio                   | La 1                   | 4 episodios  |
| 2015            | Carlos, rey emperador        | Gerónimo Aguilar         | La 1                   | 3 episodios  |
| 2017            | Las chicas del cable         | Dr. Longoria             | Netflix                | 3 episodios  |
| 2017            | Traición                     | Jaime Aguado             | La 1                   | 5 episodios  |
| 2019            | Vota Juan                    | Roberto                  | TNT                    | 1 episodio   |
| 2019            | Alta mar                     | Dr. Álvaro Rojas         | Netflix                | 16 episodios |
| 2020            | Los favoritos de Midas       | Javier                   | Netflix                | 4 episodios  |
| 2021            | La cocinera de Castamar      | Fray Juan                | Atresplayer / Antena 3 | 4 episodios  |
| 2021            | Jaguar                       | Manuel Pertegaz          | Netflix                | 1 episodio   |
| 2022            | ¡García!                     | Gabriel Hernando         | HBO Max                | 6 episodios  |
| 2022 - 2024     | Élite                        | Alfonso Fernández        | Netflix                | 16 episodios |
| 2023 - presente | Rapa                         |                          | Movistar Plus+         | ¿? episodios |
| 2023 - presente | Camilo Superstar             |                          | Atresplayer            | ¿? episodios |

## Teatro
- Marat-Sade. Dir. Luis Luque (2021). Teatro Español
- Las cosas que sé que son verdad(2020). Dir. Julián Fuentes Reta
- Metamorfosis (2019) Dir. David Serrano. Festival internacional de Teatro Clásico de Mérida
- Smoking Room (2017-2018) Dir. Roger Gual. Teatro Pavón Kamikaze
- Lluvia Constante (2016-2017) Dir. David Serrano. Tetro Bellas Artes
- Aquiles, el hombre (2016) Dir. José Pascual. Festival Internacional de Teatro Clásico de Mérida
- Debate (2016) Dir. Toni Cantó. Teatros del Canal
- Cuando deje de llover (2014-2015) Dir. Julián Fuentes Reta. Naves del Matadero. Teatro Español.
- MBIG (2013-2014) Dir. José Martret. Pensión de las pulgas

## Premios y nominaciones
Festival de cine de Málaga XXV Edición
| Año  | Categoría                               | Trabajo                           | Resultado |
| ---- | --------------------------------------- | --------------------------------- | --------- |
| 2022 | Mejor interpretación masculina Zonacine | Lugares a los que nunca hemos ido | Ganador   |

Premios de la Unión de Actores
| Año  | Categoría                                           | Trabajo      | Resultado |
| ---- | --------------------------------------------------- | ------------ | --------- |
| 2009 | Mejor interpretación masculina de reparto en cine   | Camino       | Nominado  |
| 2018 | Mejor interpretación masculina de reparto en teatro | Smoking Room | Nominado  |

CinEuphoria Awards
| Año  | Categoría                                         | Trabajo | Resultado |
| ---- | ------------------------------------------------- | ------- | --------- |
| 2009 | Mejor interpretación masculina de reparto en cine | Camino  | Nominado  |